# Эйлрад
Эйлрад (з.-фриз. Eilrad; умер не ранее 793) — правитель фризского Рюстрингена в конце VIII века.
В 793 году Эйлрад вместе с Унно, другим лидером, возглавил восстание фризов против Франкского государства Карла Великого. Это восстание показало то, что фризы лишь временно отступили от своей старой языческой религии. Христианские миссионеры, такие как Людгер, были вынуждены бежать, чтобы найти безопасное убежище на юге Франкского государства. В отличие от великого восстания 783—784 годов, это восстание было ограничено районом к востоку от Лауэрса и было подавлено уже в том же году.